# Tileng (Girisubo)
Tileng is een bestuurslaag in het regentschap Gunung Kidul van de provincie Jogjakarta, Indonesië. Tileng telt 3850 inwoners (volkstelling 2010).